# Regione di Tagiura
Tagiura in (francese: Tadjourah; in arabo:تاجورة) è una regione dell'area centrale di Gibuti con 102 329 abitanti al 2019.
La regione ha ad ovest un confine internazionale con l'Etiopia (regione di Afar) e a nord e a nord-est con l'Eritrea. A est confina con la regione di Obock, a sud-est e a sud si affaccia sul golfo di Tagiura, a sud confina con la regione di Arta e a ovest con la regione di Dikhil.
Nell'area meridionale è situato il lago Assal (o Asal) che con una altezza di - 155 metri sul livello del mare è il punto più basso del continente africano. Al confine nord-occidentale è situato il Moussa Alì che con i suoi 2063 metri di altezza è la massima elevazione del paese.
Sul golfo di Tagiura è situata la città di Tagiura che è il capoluogo del distretto. All'interno sono situate le cittadine di Randa, Dorra e Balha.

## Principali municipalità
Le principali municipalità della regione sono:
- Tagiura